# Match de rugby à XV Nouvelle-Zélande - France (1994)
Pour les articles homonymes, voir Match de rugby à XV France - Nouvelle-Zélande.
Le match de rugby à XV du 3 juillet 1994 entre la Nouvelle-Zélande et l'équipe de France se déroule dans le cadre de la tournée de cette dernière dans l'hémisphère Sud.
Les Français s'imposent 23 à 20 grâce à un essai en fin de match désigné en France sous le terme d'« essai du bout du monde » ou de « try of the century » (essai du siècle) dans le monde anglo-saxon.

## Avant-match
Avant ce match, l'équipe de France dirigée par Pierre Berbizier en tournée a déjà gagné le premier test-match face aux All Blacks, à Christchurch. Elle n'est jamais encore sortie invaincue d'une tournée en Nouvelle-Zélande.

## Feuille de match
(mt : 9 – 13)
Points marqués :
- Nouvelle-Zélande : 1 essai de Fitzpatrick (56e), 5 pénalités de Cooper (3e, 12e, 35e, 60e, 66e)
- France : 2 essais de Ntamack (29e) et Sadourny (79e), 2 transformations de Lacroix et Deylaud, 3 pénalités de Lacroix (1re, 39e) et Deylaud (64e)

Évolution du score : 0-3, 3-3, 6-3, 6-10, 9-10, 9-13, 14-13, 17-13, 17-16, 20-16, 20-23
Arbitre :
| France · Titulaires · Jean-Luc Sadourny 15 · Émile Ntamack 14 · Philippe Sella 13 · 60e Thierry Lacroix 12 · (cap.) Philippe Saint-André 11 · Christophe Deylaud 10 · Guy Accoceberry 9 · Laurent Cabannes 8 · 73e Philippe Benetton 7 · Abdelatif Benazzi 6 · Olivier Roumat 5 · Olivier Merle 4 · 60e Christian Califano 3 · Jean-Michel Gonzales 2 · Laurent Benezech 1 · Remplaçants · 60e Yann Delaigue 16 · 73e 79e Xavier Blond 17 · 79e Olivier Brouzet 18 · 60e Louis Armary 19 · Entraîneur · Pierre Berbizier |  | Nouvelle-Zélande · Titulaires · 15 John Timu · 14 John Kirwan · 13 Frank Bunce · 12 Matthew Cooper (en) · 11 Jonah Lomu · 10 Stephen Bachop · 9 Stu Forster (en) · 8 Zinzan Brooke · 7 Mike Brewer · 6 Blair Larsen · 5 Ian Jones · 4 Mark Cooksley (en) · 3 Richard Loe · 2 Sean Fitzpatrick (cap.) · 1 Olo Brown · Remplaçants · 16 Arran Pene (en) · Entraîneur · Laurie Mains |

## Déroulement
Les All Blacks mènent 20 à 16 à trois minutes de la fin du temps réglementaire mais sont finalement battus par les Français qui marquent à la fin du match un essai passé à la postérité sous le nom d'« essai du bout du monde » ou de « try of the century » dans le monde anglo-saxon. À la 78e minute, un long coup de pied de dégagement de l'arrière all-black est récupéré par Philippe Saint-André dans ses 22 mètres. Il remonte le terrain, transperce le premier rideau all-black et provoque un regroupement sur la ligne des 40 m. Le talonneur Jean-Michel Gonzalez sort la balle et la transmet à l'ouvreur Christophe Deylaud. Ce dernier lance Abdelatif Benazzi qui réalise un superbe geste technique dans sa course, passant les bras pour éliminer deux défenseurs avant de lancer l'ailier Émile Ntamack. Dans un tout petit périmètre le long de la ligne de touche le ballon passe de Ntamack au 3e ligne Laurent Cabannes puis au centre Yann Delaigue qui repique vers le centre du terrain et donne au demi-de-mêlée Guy Accoceberry. À ce point, la défense All-Black est définitivement débordée. Accoceberry n'a plus qu'à passer la balle à l'arrière Jean-Luc Sadourny qui part plonger dans l'en-but sans opposition. Deylaud transforme l'essai, la France s'impose 23-20.